# Nijenstede
Nijenstede was een stadje ten oosten van het huidige stadscentrum van Hardenberg (in de buurt van het Kerkhof Nijenstede) en kerspel in het noordoosten van Overijssel.

## Geschiedenis

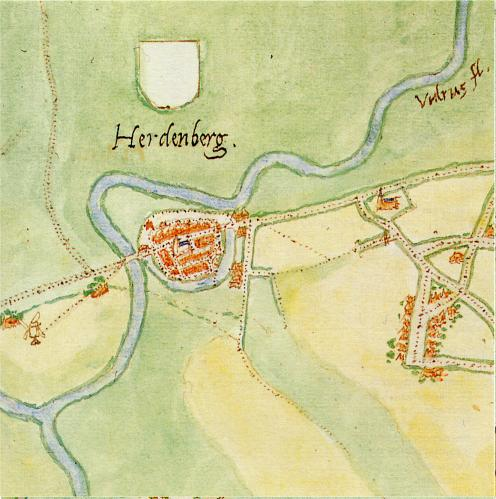
Hardenberg ca. 1560, met rechts daarvan het resterende deel van Nijenstede. Ten noorden daarvan staat de kerk.

### Geschiedenis en gedachten van geschiedschrijvers
Wanneer de stad stadsrechten gekregen heeft is niet bekend. In de 20e eeuw zijn bij opgravingen diverse scherven van urnen van de Germanen gevonden. De inwoners werden in de 8e eeuw bekeerd tot het christendom. Op deze plaats, de begraafplaats, kwam een kerk te staan. Geschiedschrijvers uit de 17e eeuw, waaronder Johan Picardt, schreven deze toe aan Pepijn de Korte. Abraham Jacob van der Aa, die zich waarschijnlijk baseerde op deze schrijver, schreef in zijn Aardrijkskundig Woordenboek der Nederlanden ook dat Pepijn de Korte deze kerk tussen de zevende en achtste eeuw stichtte. Beide bronnen schrijven ook dat de ingewanden van de bisschop Radboud, die in 917 in Ootmarsum overleden was, hierin waren begraven. De kerk is waarschijnlijk in 1653 afgebroken of ingestort. De stenen van het kerkje werden gebruikt voor een schooltje in Hardenberg, maar dit schooltje bestaat niet meer. Van der Aa schreef dat er in 1846 nog enkele grondvesten aanwezig waren van het kerkje.

### Na de komst van kasteel Hardenberg
Toen ten westen van het stadje Nijenstede, op 'den Herdenberch', een kasteel werd gebouwd dat later ook ommuurd werd, verhuisde het grootste deel van de bevolking van Nijenstede daarheen. De stadsrechten van Nijenstede werden vervolgens in 1362 naar deze plaats, Hardenberg, verlegd. Hiervoor werd in het eind van de 14e eeuw een nieuwe kerk gebouwd, maar de begraafplaats van Nijenstede werd nog steeds gebruikt voor de bewoners van Hardenberg. Dit kerkhof bestaat nog en ligt nu in het tegenwoordige centrum van Hardenberg. Deze draagt ook nog altijd de naam van de stad en is met de Germaanse geschiedenis een van de oudere begraafplaatsen in Nederland.